# Thaumasiochaeta compressitarsis
Thaumasiochaeta compressitarsis är en tvåvingeart som först beskrevs av Stein 1911.  Thaumasiochaeta compressitarsis ingår i släktet Thaumasiochaeta och familjen husflugor.
Artens utbredningsområde är Peru. Inga underarter finns listade i Catalogue of Life.